# 고타치역
고타치역(일본어: 甲立駅은 일본 히로시마현 아키타카타시에 위치한 서일본 여객철도 게이비 선의 철도역이다. 섬식 승강장 1면 2선의 구조를 갖춘 지상역이다.

## 타는 곳
| 1 (역사 측) | ■ 게이비 선 | 상행 | 미요시 · 빈고쇼바라 방면 |
| 2 (반대 측) | ■ 게이비 선 | 하행 | 시와구치 · 히로시마 방면 |

## 역 주변
- 국도 제54호선
- 아키타카타 시청 고타치 지소
- 고노 강

## 역사
- 1915년 4월 28일 : 게이비 철도 개업과 동시에 설치.
- 1937년 7월 1일 : 게이비 철도 매수에 의해 국유화. 일본국유철도 게이비 선의 역이 된다.
- 1987년 4월 1일 : 일본국유철도 분할 민영화에 의해, 서일본 여객철도가 승계.
- 1996년 9월 : 현재의 역사가 준공.

## 인접 역
| 서일본 여객철도 게이비 선 | 서일본 여객철도 게이비 선 | 서일본 여객철도 게이비 선 |
| ------------------------- | ------------------------- | ------------------------- |
| 미요시 미요시 방면        | ■ 쾌속 '미요시 라이너'    | 무카이하라 히로시마 방면  |
| 가미카와다치 니미 방면    | ■ 보통                    | 요시다구치 히로시마 방면  |